# Daan van Dijk
Daniel van Dijk (conocido como Daan van Dijk; La Haya, 10 de mayo de 1907-La Haya, 22 de noviembre de 1986) fue un deportista neerlandés que compitió en ciclismo en la modalidad de pista. Participó en los Juegos Olímpicos de Ámsterdam 1928, obteniendo una medalla de oro en la prueba de tándem.

## Medallero internacional
| Juegos Olímpicos | Juegos Olímpicos         | Juegos Olímpicos | Juegos Olímpicos |
| Año              | Lugar                    | Medalla          | Competición      |
| ---------------- | ------------------------ | ---------------- | ---------------- |
| 1928             | Ámsterdam (Países Bajos) | Medalla de oro   | Tándem           |